# Pitron shivim milim
Le Tafsir al-Sab'ina Lafẓah (arabe : تفسير السبعين لفظة ; hébreu : פתרון שבעים מילים Pitaron chiv'im millim ou Pitron chiv'im millim , « Résolution des 70 mots ») est un ouvrage lexicographique rédigé par Saadia Gaon.
L'auteur y dresse la liste de 70 (en réalité 90) termes hébraïques et araméens n'apparaissant qu'une fois dans la Bible hébraïque) sans lesquels on ne peut la comprendre, selon lui. Saadia explique chaque terme au moyen d'un exemple ou d'une forme analogue tirés de la littérature traditionnelle, en particulier de la Mishna.
Outre son intérêt lexical, Saadia poursuit un but polémique, entendant mettre les Karaïtes (adeptes d'un mouvement juif scripturaliste récusant la tradition orale des rabbins) en échec sur leur propre terrain. En effet, du fait de leur unicité, la bonne intelligence de ces mots nécessite la connaissance d'une autre source et ne peut se satisfaire d'une exégèse personnelle ou d'après le contexte.
Ce petit livre, qui faisait probablement partie d'un ouvrage plus important, a connu de fréquentes réimpressions. Il a également été traduit en anglais et commenté par Samuel Krauss.